# Max Mutchnick
Max Mutchnick, vero nome Jason Nidorf Mutchnick (Chicago, 11 novembre 1965), è uno sceneggiatore e produttore televisivo statunitense.

## Biografia
Nato a Chicago e cresciuto a Los Angeles, Mutchnick proviene da una  famiglia di creativi. Il suo defunto padre era un graphic designer che ha lanciato il Museum of Contemporary Art di Chicago, e sua madre è una dirigente nel campo dell'intrattenimento e autrice di libri per bambini. Dopo il liceo lascia Los Angeles per frequentare l'Emerson College di Boston. Nell'intento di importante in teatro, ha convertito la sua importante comunicazioni di massa. Dopo la laurea nel 1986, si trasferisce a New York, dove ha lavorato come copywriter pubblicitario. Un anno dopo si trasferisce a Los Angeles e inizia a scrivere per la televisione. 
Negli anni seguenti, assieme al socio e amico d'infanzia David Kohan, ha creato e prodotto varie situation comedy come Io e mio fratello, Will & Grace, Good Morning, Miami, Twins, Four Kings, $h*! My Dad Says e Partners. 
Kohan e Mutchnick hanno una compagnia di produzione chiamata KoMut Entertainment, che prende il nome dalle iniziali dei loro cognomi, con cui hanno prodotto Will & Grace, $h*! My Dad Says e Partners.
La sua serie di maggior successo internazionale è Will & Grace, basata sul suo rapporto con la sua migliore amica Janet. Mutchnick ha ispirato il personaggio di Will Truman, e proprio come il personaggio, Mutchnick è apertamente gay.
Il 25 ottobre 2008, Mutchnick si è sposato con il compagno, l'avvocato Erik Hyman. Sono padri di due bambine, Evan e Rose, avute tramite madre surrogata.